# Howard Schultz
Howard Schultz (n. 19 iulie 1953, New York City, New York, SUA) este un om de afaceri american.
Este cunoscut pentru faptul că este fondatorul și acționarul companiei Starbucks, cel mai mare lanț de cafenele din lume.

## Biografie
S-a născut într-o familie modestă de evrei fără educație și asistați social.
În urma unor performanțe sportive, reușește să obțină o bursă pentru a se înscrie la Northern Michigan University.
După absolvirea studiilor superioare, are mai multe job-uri la diverse firme, printre care "Xerox Corporation".
În 1982 intră la Starbucks (pe atunci o companie mică) și în scurt timp ajunge director comercial.
În 1985 părăsește firma, nemulțumit pentru că nu a putut convinge fondatorii să introducă anumite inovații.
Primind mai multe ajutoare financiare, doi ani mai târziu, Schultz obține brandul Starbucks și decide să pună bazele celei mai mari expansiuni din domeniul comerțului cu amănuntul, transformând firma într-un lanț internațional de cafenele.
Între 1998 și 2008, Starbucks a ajuns de la 1.886 de cafenele la 16.680. 
La sfârșitul anului 2017, compania deține peste 27.300 de magazine în 75 de țări.
În 2016, cu o avere estimată la 2,9 miliarde de dolari (conform publicației Forbes), Schultz se retrage din funcția de director, rămânând doar președinte executiv, ceea ce îi oferă mai mult timp pentru implicarea în acțiuni sociale.